# Nguyễn Trọng Bình (trung tướng)
Nguyễn Trọng Bình (sinh ngày 15 tháng 5 năm 1965) là một sĩ quan cấp cao trong Quân đội nhân dân Việt Nam, hàm Trung tướng và chính trị gia người Việt Nam. Ông hiện là Phó Tổng Tham mưu trưởng Quân đội nhân dân Việt Nam, Đại biểu Quốc hội Việt Nam khóa XIV thuộc Đoàn Đại biểu Quốc hội thành phố Hải Phòng, Ủy viên Ủy ban Quốc phòng và An ninh của Quốc hội.

## Xuất thân
Nguyễn Trọng Bình sinh ngày 15 tháng 5 năm 1965 quê quán ở phường Nhân Chính, quận Thanh Xuân, TP Hà Nội.

## Giáo dục
- Giáo dục phổ thông: 12/12
- Cử nhân Khoa học Quân sự
- Cao cấp lí luận chính trị

## Sự nghiệp
Ông gia nhập Đảng Cộng sản Việt Nam vào ngày 17 tháng 8 năm 1986.
Trước năm 2010, ông công tác tại Phòng Tác chiến thuộc Bộ Tham mưu Quân chủng Hải quân Nhân dân Việt Nam.
Năm 2010, ông được điều động về làm Chỉ huy phó kiêm Tham mưu trưởng Vùng C Hải quân nay là Bộ Tư lệnh Vùng 3 Hải quân Nhân dân Việt Nam.
Sau đó ông lần lượt đảm nhiệm Trưởng phòng Tác chiến rồi Tham mưu phó Quân chủng Hải quân Nhân dân Việt Nam.
Năm 2015, bổ nhiệm làm Tư lệnh Vùng 1 Hải quân.
Ngày 22 tháng 5 năm 2016, ông trúng cử Đại biểu Quốc hội Việt Nam khóa XIV nhiệm kì 2016-2021 ở đơn vị bầu cử số 1, thành phố Hải Phòng (gồm có Hồng Bàng, Lê Chân, Thủy Nguyên, Cát Hải, Bạch Long Vĩ) với tỉ lệ 85,85% số phiếu hợp lệ.
Tháng 6 năm 2016, ông được bổ nhiệm giữ chức Phó Tư lệnh Quân chủng Hải quân Nhân dân Việt Nam, hàm Chuẩn đô đốc.
Tháng 1 năm 2017, ông được bổ nhiệm làm Phó Tư lệnh kiêm Tham mưu trưởng Quân chủng Hải quân Nhân dân Việt Nam.
Tháng 7 năm 2019, ông chuyển sang làm Phó Tư lệnh Quân chủng Hải quân Nhân dân Việt Nam, thôi chức Tham mưu trưởng.
Ngày 15 tháng 9 năm 2019, ông được Thủ tướng Nguyễn Xuân Phúc bổ nhiệm giữ chức vụ Phó Tổng Tham mưu trưởng Quân đội nhân dân Việt Nam.
Năm 2020, ông được phong hàm Trung tướng Quân đội Nhân dân Việt Nam.

## Đại biểu Quốc hội Việt Nam khóa XIV nhiệm kì 2016-2021
Ngày 22 tháng 5 năm 2016, ông trúng cử đại biểu quốc hội Việt Nam khóa XIV nhiệm kì 2016-2021 ở đơn vị bầu cử số 1, thành phố Hải Phòng (gồm có Hồng Bàng, Lê Chân, Thủy Nguyên, Cát Hải, Bạch Long Vĩ) với tỉ lệ 85,85% số phiếu hợp lệ.

## Lịch sử thụ phong quân hàm
| Năm thụ phong | 1988      | 1991   | 1994     | 1998     | 2002      | 2006   | 2010         | 2016        | 2020 |
| ------------- | --------- | ------ | -------- | -------- | --------- | ------ | ------------ | ----------- | ---- |
| Cấp bậc       |           |        |          |          |           |        |              |             |      |
| Trung úy      | Thượng úy | Đại úy | Thiếu tá | Trung tá | Thượng tá | Đại tá | Chuẩn Đô đốc | Trung tướng |      |